# Iustiniana Prima

Rzymskie diecezje na Bałkanach – VI wiek n.e.

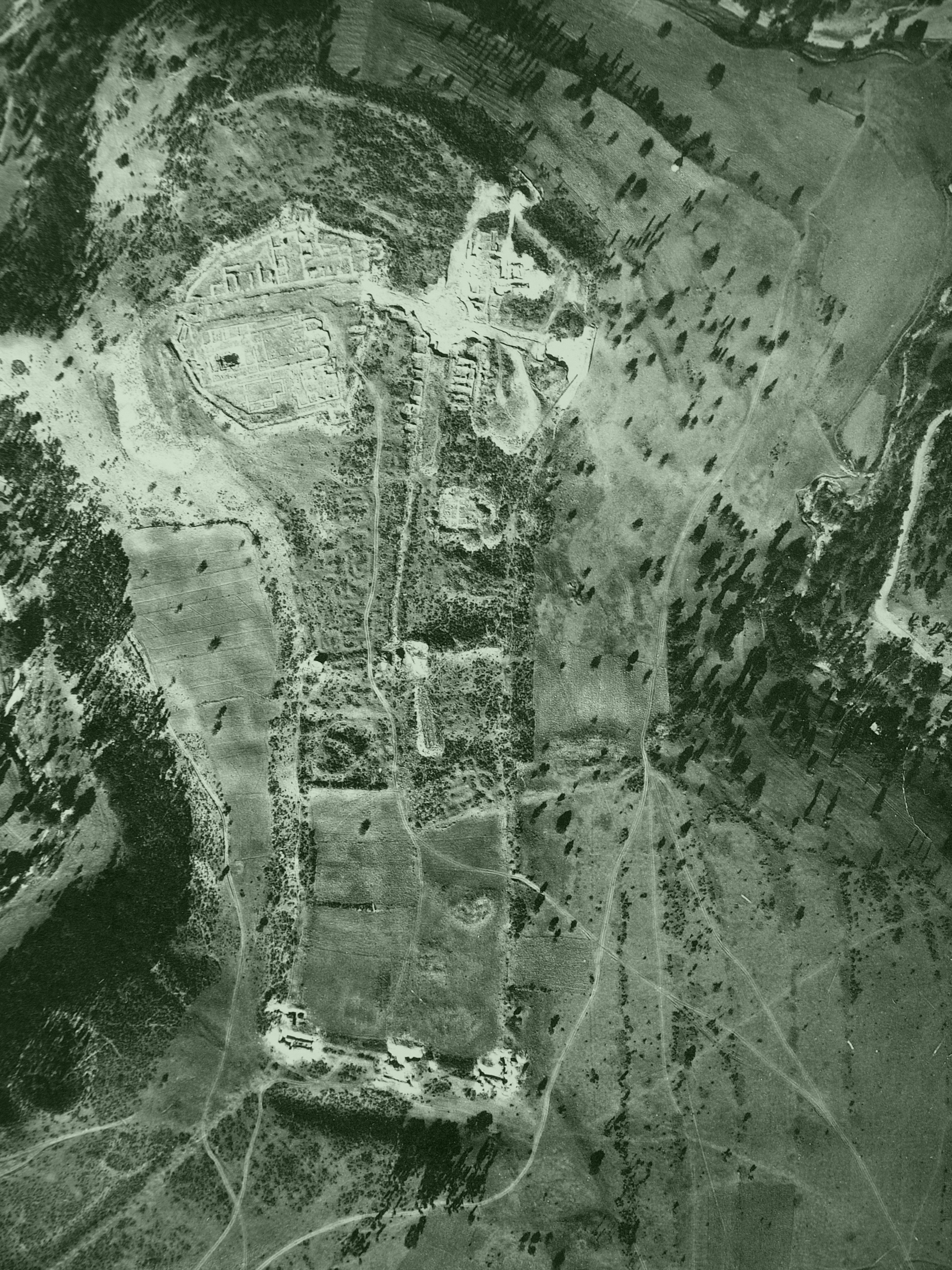
Ruiny Iustiniana Prima – widok z lotu ptaka

Iustiniana Prima (łac. Iustinianensis, srb. Царичин град) – starożytny rzymski ośrodek oraz stolica historycznej diecezji (jednostki administracyjnej Cesarstwa Rzymskiego) Dioecesis Daciae. 

## Historia
Osada ufundowana została w 535 roku przez cesarza Justyniana I w pobliżu miejsca jego narodzin (Tauresium) z przeznaczeniem na siedzibę administracyjną i religijną. 
Zasięg terytorialny diecezji obejmował prowincje: Dacia Ripensis, Dacia Mediterranea, Dardania, Mezja Prima i Praevalitana. 
Istnienie Iustiniana Prima datuje się na okres do 615 roku, a zniknięcie z kart historii wiąże się z najazdem Słowian w czasach cesarza Herakliusza.

## Pozostałości
Ruiny starożytnego miasta rzymskiego znajdują się niedaleko dzisiejszego miasta Lebane w Serbii, a wykopaliska rozpoczęto w 1912 roku.
15 kwietnia 2010 obiekt został wpisany na Listę Informacyjną UNESCO – listę obiektów, które Serbia zamierza rozpatrzyć do zgłoszenia do wpisu na Listę światowego dziedzictwa UNESCO.

## Biskupstwo tytularne
Katolickie biskupstwo tytularne ustanowione zostało w 1933 roku przez papieża Piusa XI.
| Lp. | Biskup tytularny     | Funkcja                                       | Od                   | Do            |
| --- | -------------------- | --------------------------------------------- | -------------------- | ------------- |
| 1   | Giovanni Panico      | nuncjusz apostolski                           | 17 października 1935 | 19 marca 1962 |
| 2   | Aurelio Sabattani    | Biskup-prałat Loreto urzędnik Kurii Rzymskiej | 24 czerwca 1965      | 2 lutego 1983 |
| 3   | Edouard Gagnon       | przewodniczący Papieskiej Rady ds. Rodziny    | 7 lipca 1983         | 25 maja 1985  |
| 4   | Jean-Claude Périsset | nuncjusz apostolski                           | 12 listopada 1998    |               |